# Райское (посёлок, Донецкая область)
Райское (укр. Райське) — посёлок в Дружковской городской общине Краматорского района Донецкой области Украины.

## Общие сведения
Население по переписи 2001 года составляло 1043 человека. Почтовый индекс — 84291.

## История
27 октября 1938 года Райское получило статус посёлка городского типа.

## Местная власть
84205, Донецкая область, Краматорский район, г. Дружковка, ул. Соборная, 16.